# 链路状态通告
链路状态通告（LSA) 描述了所有的链路，接口和邻居等链路状态信息，OSPF路由协议对所有路由信息的描述，都是封装在链路状态通告LSA中发送出去的。
LSA的类型包括：
- Router LSA
- Network LSA
- Network Summary LSA
- ASBR Summary LSA
- External LSA
- NSSA External LSA

## Router LSA
每一台运行了OSPF的路由器，都会产生一个Router LSA。Router LSA只在Area内部洪泛。（ABR会为每个Area产生一个不同的Router LSA。ABR跨越了几个Area，就会产生多少个Router LSA。）
Router LSA的主要内容是：产生这条Router LSA的路由器连接了几条Link，每条Link的cost是多少。Router LSA的作用：例如，R1在area 0内部，它产生了R1 Router LSA。当Area 0内别的路由器收到R1 Router LSA，就能知道R1连接了哪些Link，并且知道如何到达这些Link，以及到达它们所需要的cost。

## Network LSA
Network LSA由DR（Designated Router）产生，它只在Area内部洪泛。Network LSA记录了DR所在的子网有多少台OSPF路由器（必须是与DR建立了Full关系的路由器），以及这些路由器的Router ID。它的作用是让两台DROther（非DR路由器）之间计算路由的时候，把彼此当作“下一站”。
在同一个子网中，可能同时连接了N台OSPF路由器，它们需要同步数据库。如果每两台之间都去建立Full关系，会增加网络以及路由器CPU的额外负担。因此，这N台路由器会选出一个DR，作为代言人。每台路由器都与DR建立Full关系，通过DR同步数据库。
但是，这样做会产生一个问题：例如，R1是DR，R2和R3都不是DR，R2和R3都是通过R1同步数据库。那么，R2计算到达R3的路径时，会把R1作为“下一站”，而不会认为R2-R3是直接连接的；同样，R3计算到达R2的路径，也会把R1作为“下一站”。为了解决这个问题，DR会产生一个Network LSA，它描述：该子网中有N台路由器，并记录下每台路由器的Router ID。当R2收到了这个Network LSA，看见名单中有R3，就会在计算路由时，直接把R3看作“下一站”。

## Network Summary LSA
Network Summary LSA由ABR（Area Border Router）产生。它是用来告诉一个Area内部的路由器，如何到达另一个Area内的某条路径。
例如，3台路由器直接连接，拓扑图：R1-R2-R3。R2是一台ABR，R1-R2属于Area 0，R2-R3属于Area 1。R1的Router LSA只在Area 0内部洪泛，因此R3无法知道Link R1-R2。于是R2会产生一个Network Summary LSA来描述Link R1-R2。它在Area 1内部洪泛，当R3收到这条Network Summary LSA，就能知道到达Link R1-R2的路径。

## External LSA
External LSA由ASBR（Autonomous System Boundary Router）产生。它是用来通告OSPF AS内部的路由器，如何到达OSPF AS外部的某个地址。External LSA在整个OSPF AS内部洪泛（除了stub area以外）。External LSA是唯一一种跨越Area洪泛的LSA。（External LSA又被称为AS External LSA）
例如：R1-R2-R3直接连接。R1-R2是OSPF路由器，属于Area 0；R3运行RIP。R2作为ASBR，运行了OSPF与RIP。为了让OSPF内部的R1知道Link R2-R3的网络地址，R2会产生一个External LSA，记录了2件事情：1）Link R2-R3的网络地址；2）经过ASBR（R2）能到达Link R2-R3。当R1收到这个External LSA，它会结合R2的Router LSA，计算出到达Link R2-R3的路径。

## ASBR Summary LSA
在你了解ASBR Summary LSA之前，你必须先阅读了解External LSA。ASBR Summary LSA由ABR产生。它是用来通告一个Area内部的路由器：如何到达另一个Area内部的ASBR。
例如：4台路由器R1-R2-R3-R4直接连接。R1,R2,R3是OSPF路由器，R4运行RIP。R3作为ASBR，运行了OSPF和RIP。R1-R2属于Area 0，R2-R3属于Area 1。如何让OSPF路由器知道到达R4的路径呢？
- R3作为ASBR，产生External LSA，记录了两件事情：1）目的地Link R3-R4的IP地址；2）经过R3（ASBR）可以到达这个目的地址。External LSA会在OSPF AS内部所有的Area（stub area除外）内洪泛。
- R3属于Area 1，所以当Area 1内部的路由器收到External LSA，结合R3的Router LSA就知道了如何到达Link R3-R4。
- R1是Area 0内部的路由器，它收到External LSA以后仍然不知道如何到达Link R3-R4。因为R1不知道如何到达ASBR（R3）。
- R2作为ABR，它知道在Area 1内部有一台ASBR。因此，它会产生一个ASBR Summary LSA，通告Area 0内部的路由器：如何到达Area 1内部的ASBR（R3）。当R1收到这个ASBR Summary LSA，结合External LSA，就知道如何到达Link R3-R4。

## NSSA External LSA
NSSA External LSA是由NSSA（Not So Stub Area）内部的ASBR产生的。它是让NSSA内部的路由器，知道如何到达OSPF AS外部的地址。（与AS External LSA的作用相似，但它只在NSSA内部洪泛。）